# Seznam velkopolských knížat
Toto je seznam velkopolských panovníků Velkopolska knížata. Velkopolsko v roce 1138, na základě určení nástupnictví Boleslava III. Křivoústého, připadla jeho synovi Měškovi III. Starému. Na tomto území vládli velkopolští Piastovci, a dočasně též Jindřich I. Bradatý a Jindřich II. Pobožný, představitele slezské linie téže dynastie.
Po vyhasnutí mužské linie velkopolských Piastovců v roce 1296 se Velkopolsko stalo předmětem bojů mezi Jindřichem III. Hlohovským a Vladislavem I. Lokýtkem. V letech 1299-1305 zde panoval Václav II., český král z dynastie Přemyslovců. Nakonec v roce 1314 Velkopolsko ovládl Vladislav Lokýtek. Tímto způsobem Velkopolsko připadlo do nově vzniklého Polského království (Vladislav Lokýtek byl korunoval na krále v roce 1320).
Z dalších velkopolských panovníků byli též korunováni Přemysl II. Velkopolský v roce 1295 a po něm český král Václav II. v roce 1300.

## Knížectví velkopolské (1138-1177)
| Doba panování | panovník         | příbuzenství                   | poznámky (Kurzívou jsou označena vnější správa území)                                       |
| ------------- | ---------------- | ------------------------------ | ------------------------------------------------------------------------------------------- |
| 1138-1177     | Měšek III. Starý | syn Boleslava III. Křivoústého | - 1173-1177 - kníže-senior Polska, (kníže krakovský z Hnězdnem a Kališí, velkokníže Pomoří) |

## Knížectví poznaňské (1177-1279)
| Doba panování       | panovník                                         | příbuzenství                                     | poznámky (Kurzívou jsou označena vnější správa území) |
| ------------------- | ------------------------------------------------ | ------------------------------------------------ | --- |
| 1177-1193           | Odon                                             | syn Měška III.                                   | - od roku 1177 – pouze v Poznani, - po roce 1182 – pravděpodobně pouze v jihozápadní části knížectví, od roku 1193 v Kališi |
| 1181-1202           | Měšek III. Starý                                 |                                                  | - znovu, - od roku 1181 v Hnězdně a Kališi a zřejmě a v Poznani (1191-1193 v Kališi syn Měšek Mladší, a 1193-1194 Odon, 1195-1198 na Kujavsku) |
| 1194-1229           | Vladislav III. Tenkonohý                         | syn Měška III. Starého                           | - do roku 1202 v jižním Velkopolsku, - od roku 1202 v celém Velkopolsku, - v roce 1206 předal Kališ Jindřichovi I. Bradatému ze slezské linie, - 1207-1210 a 1218-1225 – v Lubušsku, - 1216-1217 – pouze v Hnězdně, ale podle jiných verzí postoupení synovci jihozápadního Velkopolska |
| 1216-1217 odstraněn | Vladislav Odonic                                 | syn Odona                                        | - Poznaň, nebo podle jiných verzí jihozápadní Velkopolsko - od roku 1207 též v Kališi z moci Jindřicha I. Bradatého) |
| 1229-1239           | Vladislav Odonic                                 |                                                  | - znovu, - od roku 1223 – kníže na Ústí nad Netečí, - 1234-1239 – pouze na sever od řeky Warty - Hnězdno) |
| 1234-1238           | Jindřich I. Bradatý                              | vnuk bratra Měška III.                           | - od roku 1201 kníže slezský, - od roku 1232 kníže krakovský od roku 1232, jižní Velkopolsko - Poznaň a Kališ, od roku 1234 postoupení kališského knížectví v léno Vladislavovi (v letech 1241-1244 nezávislý kníže kališský)                                                           |
| 1238-1241           | Jindřich II. Pobožný                             | syn Jindřicha I. Bradatého                       | - též kníže slezský - též kníže krakovský - Poznaň a Kališ, od roku 1239 v celém Velkopolsku s výjimkou Ústí, od roku 1239 rezignoval na Lady |
| 1241                | Boleslav II. Lysý                                | syn Jindřicha II. Pobožného                      | - též kníže slezský - též kníže krakovský - v celém Velkopolsku s výjimkou Ústí a Lad |
| 1241-1247           | Přemysl I. Velkopolský                           | syn Vladislava Odonice                           | - 1239-1241 – s bratrem na Ústí - 1241-1247 – vláda bratří ve větší části Velkopolska (bez Rudy, Kališ od roku 1244) |
| 1241-1247           | Boleslav Pobožný                                 | syn Vladislava Odonice                           | - 1239-1241 – s bratrem na Ústí - 1241-1247 – vláda bratří ve větší části Velkopolska (bez Rudy, Kališ od roku 1244) |
| 1247-1257           | Přemysl I. Velkopolský                           | syn Vladislava Odonice                           | - 1247-1249 – v Poznani a Hnězdně, - od roku 1249 Ruda do kališského, 1249-1250 v Poznani a Kališi, 1250-1253 v celém Velkopolsku, - 1253-1257 – jen v Poznani |
| 1257-1273           | Boleslav Pobožný                                 | syn Vladislava Odonice                           | - 1257-1273 – v celém Velkopolsku, - od roku 1261 v Ladech, - 1268-1273 – kníže bydhošťský - 1271-1273 – kníže jinovroclavský, - 1273-1279 kníže kališsko-hnězdenský - W 1273 postoupil Poznaň svému synovci Přemyslovi II.                                                             |
| 1273-1279           | Přemysl II. Velkopolský                          | syn Přemysla I.                                  | - od roku 1273 v Poznani - po roce 1279 v celém Velkopolsku (viz níže) |
| 1279                | Velkopolsko sjednoceno v pod vládou Přemysla II. | Velkopolsko sjednoceno v pod vládou Přemysla II. | Velkopolsko sjednoceno v pod vládou Přemysla II. |

## Knížectví hnězdenské(1177-1279)
| Doba panování       | panovník                                       | příbuzenství                                   | poznámky (Kurzívou jsou označena vnější správa území) |
| ------------------- | ---------------------------------------------- | ---------------------------------------------- | --- |
| 1177-1181           | Kazimír II. Spravedlivý                        | syn Boleslava III. Křivoústého                 | - též kníže sandoměřský - též kníže krakovský |
| 1181-1202           | Měšek III. Starý                               | syn Boleslava III. Křivoústého                 | - též kníže krakovský |
| 1194-1229           | Vladislav III. Tenkonohý                       | syn Měška III. Starého                         | - do roku 1202 v jižním Velkopolsku, - od roku 1202 v celém Velkopolsku, - v roce 1206 předal Kališ Jindřichovi I. Bradatému ze slezské linie, - 1207-1210 a 1218-1225 – v Lubušsku, - 1216-1217 – pouze v Hnězdně, ale podle jiných verzí postoupení synovci jihozápadního Velkopolska |
| 1229-1239 odstraněn | Vladislav Odonic                               | syn Odona                                      | od roku 1239 kníže na Ústí nad Netečí, 1234-1239 pouze na sever od řeky Warty - Hnězdno |
| 1239-1241           | Jindřich II. Pobožný                           | syn Jindřicha I. Bradatého                     | - též kníže slezský - též kníže krakovský - Poznaň a Kališ, od roku 1239 v celém Velkopolsku s výjimkou Ústí, od roku 1239 rezignoval na Lady |
| 1241                | Boleslav II. Lysý                              | syn Jindřicha II. Pobožného                    | - též kníže slezský - též kníže krakovský - v celém Velkopolsku s výjimkou Ústí a Lad |
| 1241-1247           | Přemysl I. Velkopolský                         | syn Vladislava Odonice                         | - 1239-1241 – s bratrem na Ústí - 1241-1247 – vláda bratří ve větší části Velkopolska (bez Rudy, Kališ od roku 1244) |
| 1241-1247           | Boleslav Pobožný                               | syn Vladislava Odonice                         | - 1239-1241 – s bratrem na Ústí - 1241-1247 – vláda bratří ve větší části Velkopolska (bez Rudy, Kališ od roku 1244) |
| 1247-1249           | Přemysl I. Velkopolský                         | syn Vladislava Odonice                         | - 1247-1249 – v Poznani a Hnězdně, - od roku 1249 Ruda do kališského, - 1249-1250 – v Poznani a Kališi, - 1250-1253 – v celém Velkopolsku, - 1253-1257 – pouze v Poznani |
| 1249-1250           | Boleslav Pobožný                               | syn Vladislava Odonice                         | - 1247-1249 – kníže kališský, - 1249-1250 – kníže hnězdenský, - 1250-1253 – odstraněn, |
| 1250-1253           | Přemysl I. Velkopolský                         | syn Vladislava Odonice                         | - 1247-1249 – v Poznani a Hnězdně, - od roku 1249 Ruda do kališského, - 1249-1250 – v Poznani a Kališi, - 1250-1253 – v celém Velkopolsku, - 1253-1257 – v Poznani |
| 1253-1279           | Boleslav Pobožný                               | syn Vladislava Odonice                         | - znovu - 1253-1257 – kníže kališsko-hnězdenský, - 1257-1273 – v celém Velkopolsku, - od roku 1261 v Ladech, - 1268-1273 – kníže bydhošťský - 1271-1273 – kníže jinovroclavský, - 1273-1279 kníže kališsko-hnězdenský                                                                   |
| 1279                | Velkopolsko sjednoceno pod vládou Přemysla II. | Velkopolsko sjednoceno pod vládou Přemysla II. | Velkopolsko sjednoceno pod vládou Přemysla II. |

## Knížectví kališské(1177-1279)
| Doba panování                  | panovník                                       | příbuzenství                                   | poznámky (Kurzívou jsou označena vnější správa území) |
| ------------------------------ | ---------------------------------------------- | ---------------------------------------------- | --- |
| 1177-1181                      | Kazimír II. Spravedlivý                        | syn Boleslava III. Křivoústého                 | - též kníže sandoměřský - též kníže krakovský |
| 1181-1191                      | Měšek III. Starý                               | syn Boleslava III. Křivoústého                 | - též kníže krakovský |
| 1191-1193                      | Měšek Mladší                                   | syn Měška III.                                 | |
| 1193-1194                      | Odon                                           | syn Měška III.                                 | - od roku 1177 – pouze v Poznani, - po roce 1182 pravděpodobně pouze v jihozápadní části knížectví |
| 1194-1202 znovu                | Měšek III. Starý                               | syn Boleslava III. Křivoústého                 | |
| 1202-1206                      | Vladislav III. Tenkonohý                       | syn Měška III. Starého                         | - do roku 1202 v jižním Velkopolsku, - od roku 1202 v celém Velkopolsku, - v roce 1206 předal Kališ Jindřichovi I. Bradatému ze slezské linie, - 1207-1210 a 1218-1225 – v Lubušsku, - 1216-1217 – pouze v Hnězdně, ale podle jiných verzí postoupení synovci jihozápadního Velkopolska |
| 1206-1207 správce: 1207-1217   | Jindřich I. Bradatý                            | pravnuk Boleslava III. Křivoústého             | správce Kališe 1207-1217 |
| 1207-1217 odstraněn            | Vladislav Odonic                               | syn Odona                                      | kníže z moci Jindřicha I. Bradatého |
| 1217-1229 znovu                | Vladislav III. Tenkonohý                       | syn Měška III. Starého                         | |
| 1229-1234 znovu                | Vladislav Odonic                               | syn Odona                                      | |
| 1234 znovu, správce: 1234-1248 | Jindřich I. Bradatý                            | pravnuk Boleslava III. Křivoústého             | správce Kališe 1234-1238 |
| správce: 1238-1241             | Jindřich II. Pobožný                           | syn Jindřicha I. Bradatého                     | správce Kališe 1234-1241 |
| 1234-1239                      | Měšek II. Otylý                                | synovie Kazimíra I. Opolského                  | - z moci Jindřicha I. Bradatého a pod jeho správou do roku 1238, pod správou Jindřicha II. Pobožného do roku 1214, spoluvláda s bratrem - též kníže rudský |
| 1234-1244                      | Vladislav I. Opolský                           | synovie Kazimíra I. Opolského                  | - z moci Jindřicha I. Bradatého a pod jeho správou do roku 1238, pod správou Jindřicha II. Pobožného do roku 1241, do roku 1239 spoluvláda s bratrem - též kníže rudský do roku 1249 |
| 1244-1247                      | Přemysl I. Velkopolský                         | syn Vladislava Odonice                         | - 1239-1241 – s bratrem na Ústí - 1241-1247 – vláda bratří ve větší části Velkopolska (bez Rudy) |
| 1244-1247                      | Boleslav Pobožný                               | syn Vladislava Odonice                         | - 1239-1241 – s bratrem na Ústí - 1241-1247 – vláda bratří ve větší části Velkopolska (bez Rudy) |
| 1247-1249                      | Boleslav Pobožný                               | syn Vladislava Odonice                         | - 1247-1249 – kníže kališský, - 1249-1250 – kníže hnězdenský, - V letech 1250-1253 odstraněn |
| 1249-1253                      | Přemysl I. Velkopolský                         | syn Vladislava Odonice                         | - 1247-1249 – v Poznani a Hnězdně, - od roku 1249 Ruda do kališského, - 1249-1250 – v Poznani a Kališi, - 1250-1253 – v celém Velkopolsku, - 1253-1257 – jen v Poznani |
| 1253-1279                      | Boleslav Pobožný                               | syn Vladislava Odonice                         | - znovu - 1253-1257 – kníže kališsko-hnězdenský, - 1257-1273 – v celém Velkopolsku, - od roku 1261 v Ladech, - 1268-1273 – kníže bydhošťský - 1271-1273 – kníže jinovroclavský, - 1273-1279 kníže kališsko-hnězdenský                                                                   |
| 1279                           | Velkopolsko sjednoceno pod vládou Přemysla II. | Velkopolsko sjednoceno pod vládou Přemysla II. | Velkopolsko sjednoceno pod vládou Přemysla II. |

## Knížectví velkopolské (sjednocené 1279-1320)
| Doba panování                            | panovník | příbuzenství                 | poznámky (Kurzívou jsou označena vnější správa území) |
| ---------------------------------------- | --- | ---------------------------- | --- |
| 1279-1296                                | Přemysl II. Velkopolský | syn Přemysla I.              | - od roku 1273 v Poznani (viz výše) - 1281-1287 – bez Věluně (Rudy), 1284-1287 bez Oloboku - 1290-1291 – kníže krakovský - 1294-1296 – kníže pomořanský (gdaňský) - od roku 1295 král Polska |
| ve Věluni: 1281-1287 v Oloboku 1284-1287 | Jindřich IV. Probus | vnuk Jindřicha II. Pobožného | - od roku 1273/4 – kníže hlohovský |
| 1296-1299 odstraněn                      | Vladislav Lokýtek | zeť Boleslava Pobožného      | |
| 1299-1305                                | Václav II. z dynastie Přemyslovců | zeť Přemysla II.             | - od roku 1278 (1297) – král český - od roku 1291 – kníže krakovský - od roku 1292 – kníže sandoměřský - od roku 1299 – kníže gdaňský - od roku 1300 – král Polska                           |
| 1305-1309                                | Jindřich III. Hlohovský | vnuk Jindřicha II. Pobožného | - od roku 1273/4 – kníže hlohovský |
| W Kališi: 1306-1307                      | Boleslav III. Marnotratný | vnuk Boleslava II. Lysého    | - Pouze Kališ. |
| 1309-1312                                | - Jindřich IV. Věrný † 1369 poté Zaháň, - Konrád † 1366 poté Namyslov a Olešnice, - Boleslav † 1320/1 poté Olešnice, - Jan † ok. 1363 poté Stínava, - Přemysl † 1331 poté Hlohov) | Jindřich III. Hlohovský      | společná vláda |
| 1312-1314 odstraněni                     | v důsledku rozdělení - v Poznani: - Jindřich IV. - Jan - Přemysl |                              | společná vláda |
| 1312-1314 odstraněni                     | v důsledku rozdělení - v Hnězdně a Kališi: - Konrád I. - Boleslav |                              | společná vláda |
| 1314-1333                                | Vladislav Lokýtek |                              | - znovu, - od roku 1304/6 – též v Malopolsku, Kujavsku, na území sieradzko-lenčickém, na Pomoří)                                                                                             |
| od roku 1320                             | do Polského království | do Polského království       | do Polského království |

## Knížectví věluňské(Rudsko / Věluňsko, 1234-1392)
- 1234-1239: Měšek II. Opolsko-Ratibořský
- 1234-1249: Vladislav I. Opolský (do roku 1239 společně s bratrem Měškem)
- 1249-1253: Přemysl I. Velkopolský
- 1253-1279: Boleslav Pobožný
- 1279-1281: Přemysl II. Velkopolský
- 1296-1299: Vladislav I. Lokýtek
- 1299-1305: Václav II.
- 1306-1313: Boleslav I. Opolský
- 1313-1326: Boleslav I. Falkenberský

1326–1370 – Věluňsko se stalo součástí Polského království
- 1370-1392: Vladislav II. Opolský

Od roku se 1392 Věluňsko stalo součástí Polského království